# Погребы (Полтавская область)
Погребы (укр. Погреби) — село, Погребовский сельский совет, Глобинский район, Полтавская область, Украина.
Код КОАТУУ — 5320686801. Население по переписи 2001 года составляло 1969 человек.
Село указано на подробной карте Российской Империи и близлежащих заграничных владений 1816 года.
Является административным центром Погребовского сельского совета, в который, кроме того, входит село
Каневщина.

## Географическое положение
Село Погребы находится на берегу реки Сухой Кагамлык, выше по течению на расстоянии в 1,5 км расположено село Набережное, ниже по течению на расстоянии в 1 км расположено село Коржовка. На реке большая запруда.
Через село проходят автомобильная дорога Т-1716 и железная дорога, станция Рублёвка.

## Экономика
- Молочно-товарная ферма.
- Агрофирма «Вересень».
- ООО «Агросервис».
- Рублевский хлебоприёмный пункт.

## Объекты социальной сферы
- Школа.
- Клуб.

## Известные уроженцы
- Максименко, Владимир Григорьевич (1912—1994)  — украинский советский актёр, народный артист Украинской ССР (1972). Лауреат Национальной премии Украины имени Тараса Шевченко (1978).